# Tirol del Sud
|  | Per a altres significats, vegeu «Tirol (desambiguació)». |

El Tirol del Sud (alemany i ladí: Südtirol, italià Alto-Adige) és la part meridional de la regió històrica del Tirol.
Administrativament, pertany a la regió italiana de Trentino-Tirol del Sud, de la qual constitueix la part nord sota el nom de Província Autònoma de Bozen - Tirol del Sud.
Tot i que la majoria de sudtirolesos el saben parlar, la llengua autòctona de la regió no és l'italià. En realitat, no hi ha una sola llengua, sinó dues, una d'elles molt fragmentada en dialectes, dins de bosses lingüístiques envoltades de l'altra llengua. Aquesta, la majoritària, és l'alemany, en un dels seus dialectes, el sudtirolès. L'altra, la minoritària, és el ladí, una forma de rètic (retoromànic). Segons el cens de 2001, la dimensió d'aquests grups lingüístics era: 69,4% d'alemany, 26,3% d'italià i 4,3% de ladí.

## Història
Fins al 1918 aquesta àrea formava una unitat juntament amb la província austríaca del Tirol. Passà a mans italianes després de la Primera Guerra Mundial, amb l'esfondrament de l'Imperi Austrohongarès i concretament en virtut del Tractat de Saint-Germain-en-Laye (1919).
Des del primer instant l'Estat italià engegà una política lingüística destinada a la italianització del territori, la qual s'aguditzà sota el govern de Mussolini, que promogué la immigració d'italians, imposà l'ensenyament monolingüe en italià, prohibí la retolació en alemany i les publicacions en alemany, etc.
La posterior pujada al poder de Hitler no canvià gaire les coses, puix que aquest necessitava la Itàlia feixista com a aliat, i no va gosar reclamar aquesta regió com a part del Reich. El 1939 els dos dictadors arribaren a un acord per donar a la població germanòfona una tria: emigrar cap a Alemanya (o els seus nous territoris) o romandre a Itàlia i acceptar una italianització total. Aquest fet provocà una separació de la població en dos grups: els que marxaren ("Optanten", posteriorment titllats de nazis) i els que romangueren ("Dableiber", titllats de traïdors). El començament i evolució de la Segona Guerra Mundial provocaren però que els termes de l'acord mai s'acabessin d'acomplir.
Després de la guerra, els germanòfons reberen drets especials amb el tractat Gruber-De Gasperi (1946). Però l'ordenació estatutària fou aplicada a tota la regió administrativa (Tirol del Sud i Trentino), on els (presumptes) italianòfons eren majoria, cosa que impossibilità la sensació d'autogovern entre els sudtirolesos. A més, l'aplicació d'aquest fou posposada diverses vegades, mentre la immigració italiana continuava.
A conseqüència d'això aparegué un terrorisme anti-italià al Tirol del Sud, inicialment centrat només en infraestructures, però que acabà provocant la mort de 21 persones (entre 1958 i 1988), inclosos 4 terroristes morts per les seves pròpies càrregues explosives.
A la llarga, la pressió terrorista dugué el govern italià a repensar la seva posició, i un "Segon Ordre Estatutari" (1972) concedí més autonomia a la majoritàriament germanòfona província de Bozen (Tirol del Sud).
Actualment gaudeix d'un alt grau d'autonomia i les relacions amb el Tirol del Nord i de l'Est (les parts de Tirol que romangueren a Àustria) són fortes, especialment des de l'entrada d'Àustria a la Unió Europea. El Partit Popular del Tirol del Sud n'ha dominat la vida política des de la seva fundació el 1945.

## Geografia
La província limita al nord i a l'est amb els estats austríacs de Tirol i Salzburg, a l'oest amb Suïssa (Cantó dels Grisons), al sud-est amb la Província de Belluno (regió Vèneto), al sud amb la Província autònoma de Trento i al sud-oest (pel Pas de l'Stelvio) amb la Província de Sondrio (regió Llombardia).
El territori és totalment muntanyenc, l'Ortles (Ortler en alemany) és amb 3.905 metres el cim més alt. A més està irrigat per diversos cursos d'aigua: l'Adige, l'Isarco, el Rienza, el Passirio, la Talvera. També existeixen alguns llacs: Llac de Resia/Reschensee, Llac de Caldaro/Kalterer See, Llac de Monticolo/Montiggler See, Llac de Braies/Pragser Wildsee, Llac de Varna/Vahrner See.

### Hidrografia
Rius

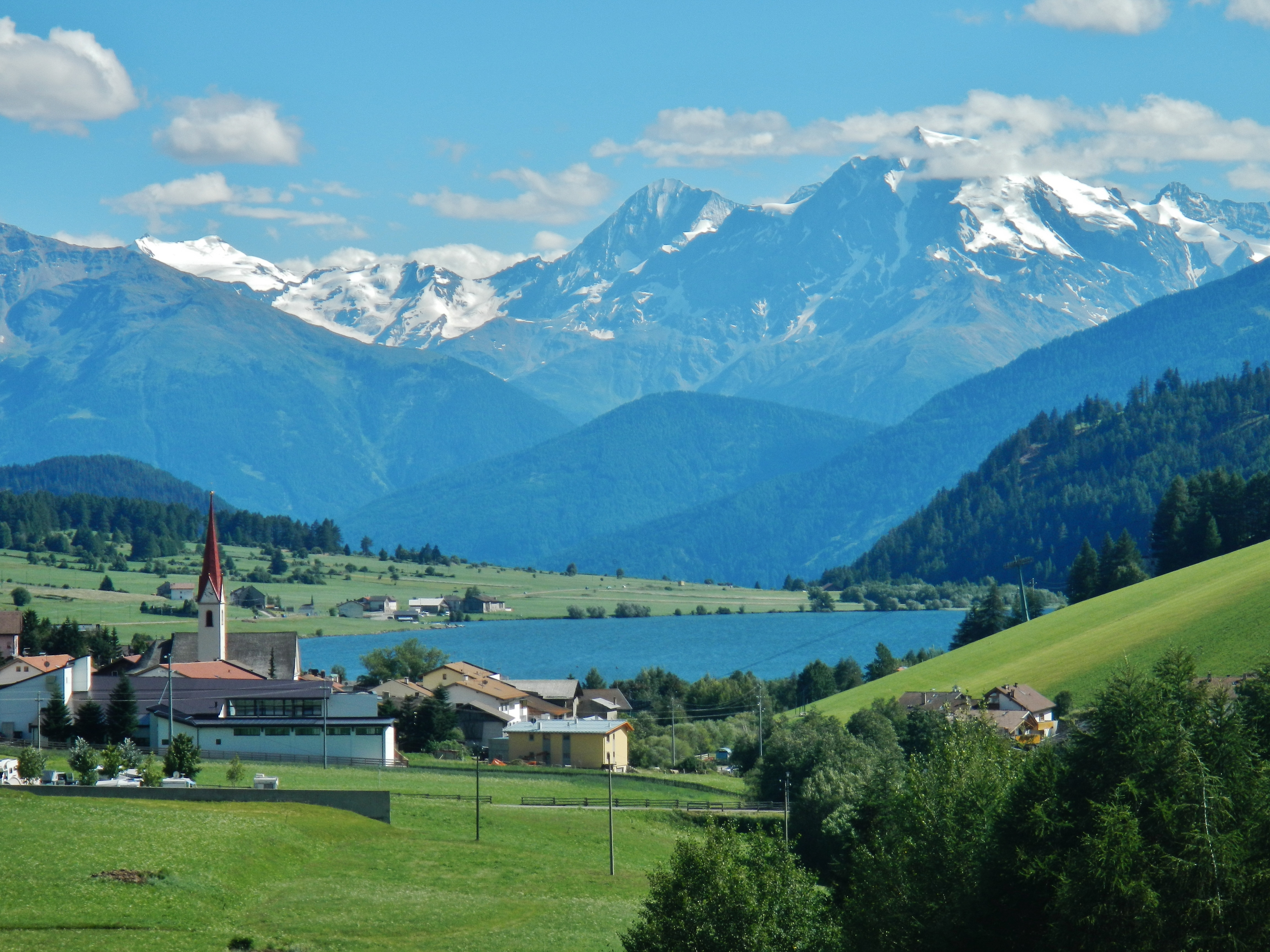
Vista del llac de Sant Valentino alla Muta

El territori de Tirol del Sud es caracteritza per la conca alta del riu Adige, el segon riu italià en longitud després del Riu Po. Els seus afluents més importants són l'Isarco, el Talvera, el Rienza, el Passirio i el Rom, aquest últim neix a Suïssa. En aquest territori també neix el riu Drava, que recorre gran part d'Europa Central i Oriental, fins a la seva desembocadura en el riu Danubi.

## Comarques i capitals

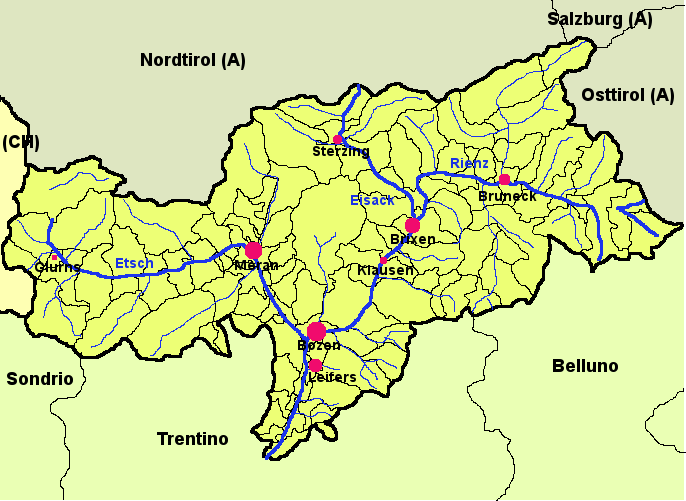
Mapa del Tirol del Sud amb els seus rius i ciutats principals

- Vinschgau (Schlanders)
- Burggrafenamt (Meran)
- Überetsch-Unterland (Neumarkt)
- Bozen
- Salten-Schlern (cap capital)
- Eisacktal (Brixen)
- Wipptal (Sterzing)
- Pustertal (Bruneck)

## Sudtirolesos famosos

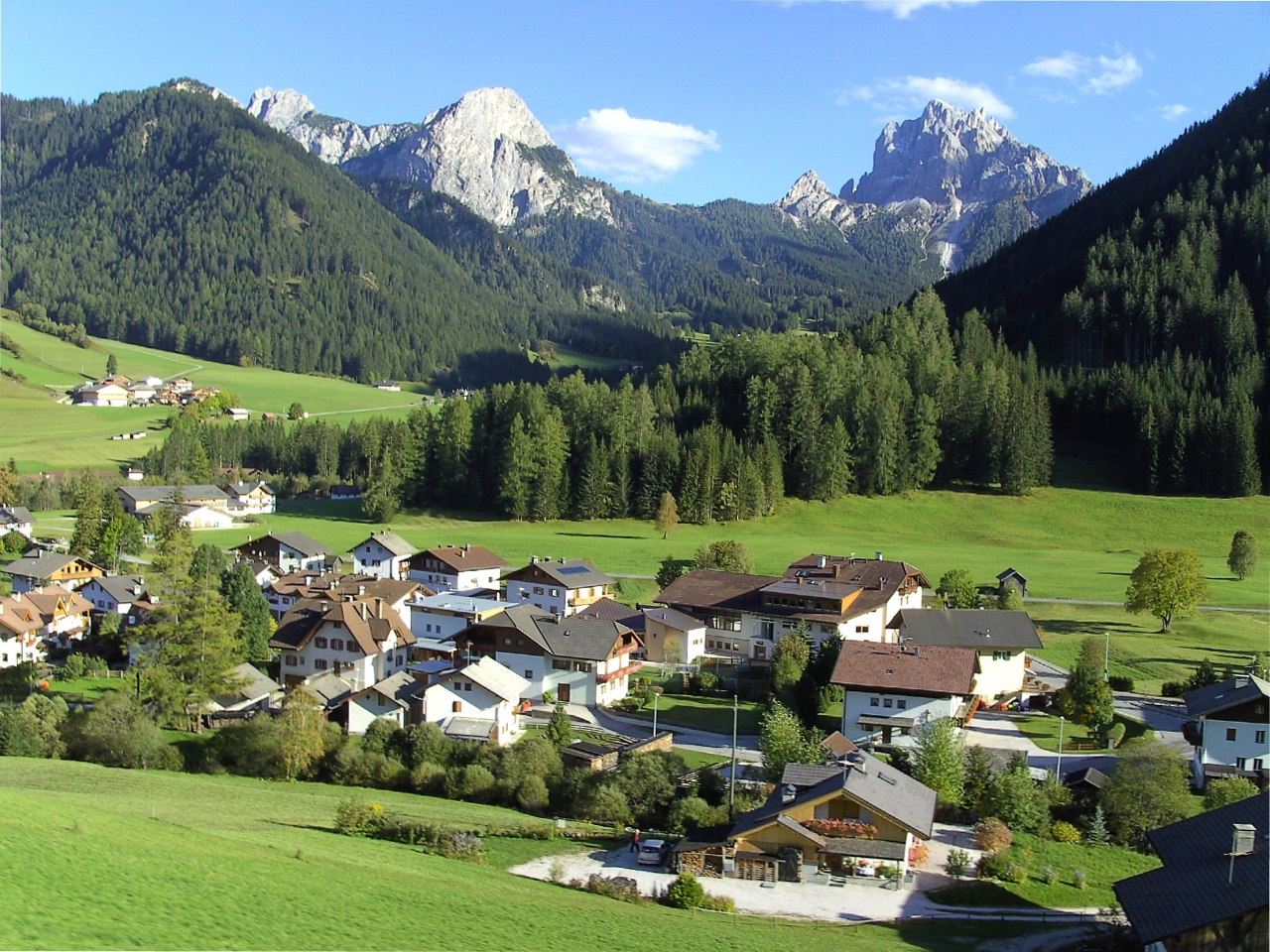
Típic paisatge sudtirolès

Herois nacionals:
- Andreas Hofer
- Sepp Kerschbaumer
- Kanonikus Michael Gamper

Revolucionaris:
- Michael Gaismair

Inventors i científics:
- Peter Mitterhofer
- Johann Kravogl
- Jakob Eisendle
- Max Valier

Altres:
- Reinhold Messner (alpinista)
- Gilbert & George (artistes)
- Luis Trenker
- Walther von der Vogelweide
- Oswald von Wolkenstein
- Giorgio Moroder
- Ötzi l'home de les neus